# Oskar von Hindenburg

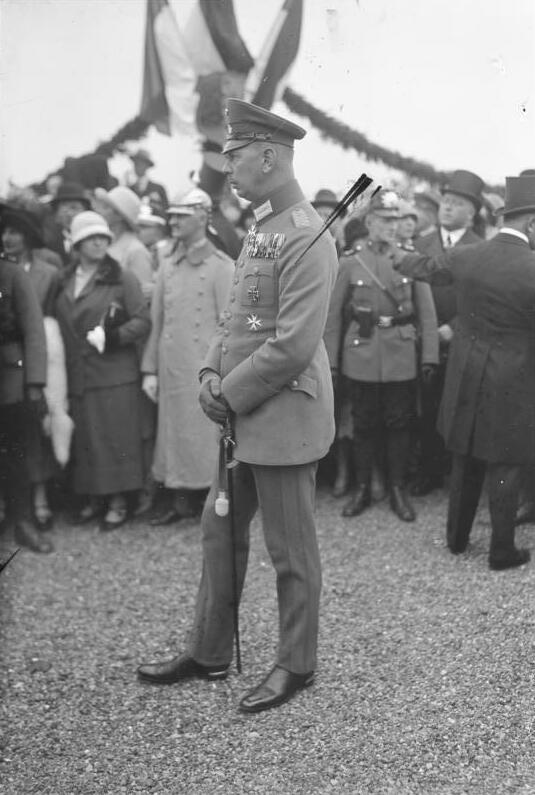
Le lieutenant-colonel von Hindenburg, fils du président Hindenburg, peu après un accident lors duquel il s'est brisé plusieurs côtes alors qu'il circulait dans le Tiergarten

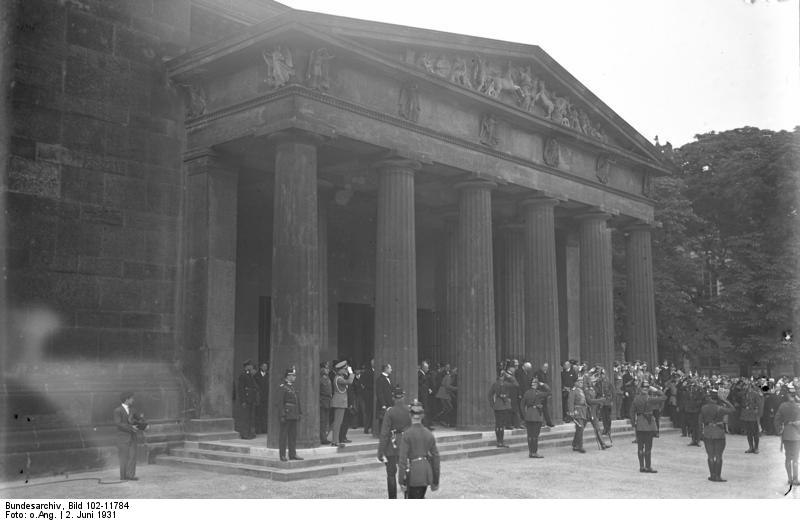
Oskar von Hindenburg, lors de l'inauguration à Berlin d'un monument prussien Unter den Linden le 2 juin 1931 avec son père et le Dr Otto Braun et divers membres du gouvernement du Reich.

Oskar von Beneckendorff und von Hindenburg  (né le 31 janvier 1883 à Königsberg - décédé le 12 février 1960 à Bad Harzburg) est un officier allemand, fils du maréchal von Hindenburg, deuxième président du Reich.

## Biographie
Oskar von Hindenburg est le fils de Paul von Hindenburg et de son épouse Gertrud. En raison de son influence sur son père, il est appelé sarcarstiquement le fils non prévu par la Constitution.
Comme son père, Oskar entame une carrière militaire et devient officier, puis colonel puis général de division.
Alors qu'il faisait également partie de la camarilla (chambre de conseillers) de son père Paul von Hindenburg sous le régime de la République de Weimar (ainsi qu'Otto Meissner, Kurt von Schleicher, Franz von Papen), il rencontre en janvier 1933, Ribbentrop qui organise (à son domicile) des négociations pour la nomination d'Adolf Hitler comme chancelier ; s'y retrouvent Hitler, Franz von Papen et Oskar von Hindenburg ; ce dernier aurait ensuite favorisé l'accession au pouvoir d'Hitler en exerçant une réelle influence sur son vieux père, alors président du Reich, en foi de quoi Hitler lui promit en échange d'étouffer un scandale de fraude fiscale, de le nommer général de brigade et de lui accorder des terres.
Il certifia également comme vrai le faux testament de son père, toujours en échange d'avantages financiers.
Il meurt en 1960.

## Illustrations

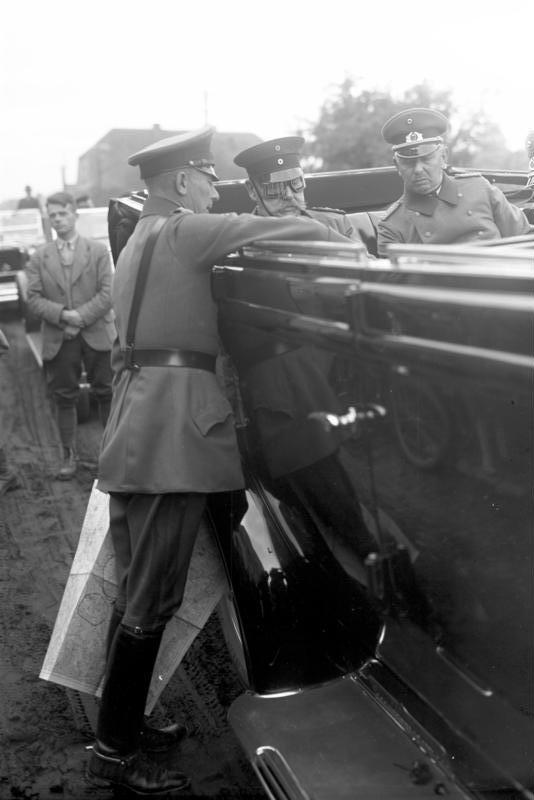
Oskar et son père, avant une inspection de manœuvres militaires (septembre 1932)
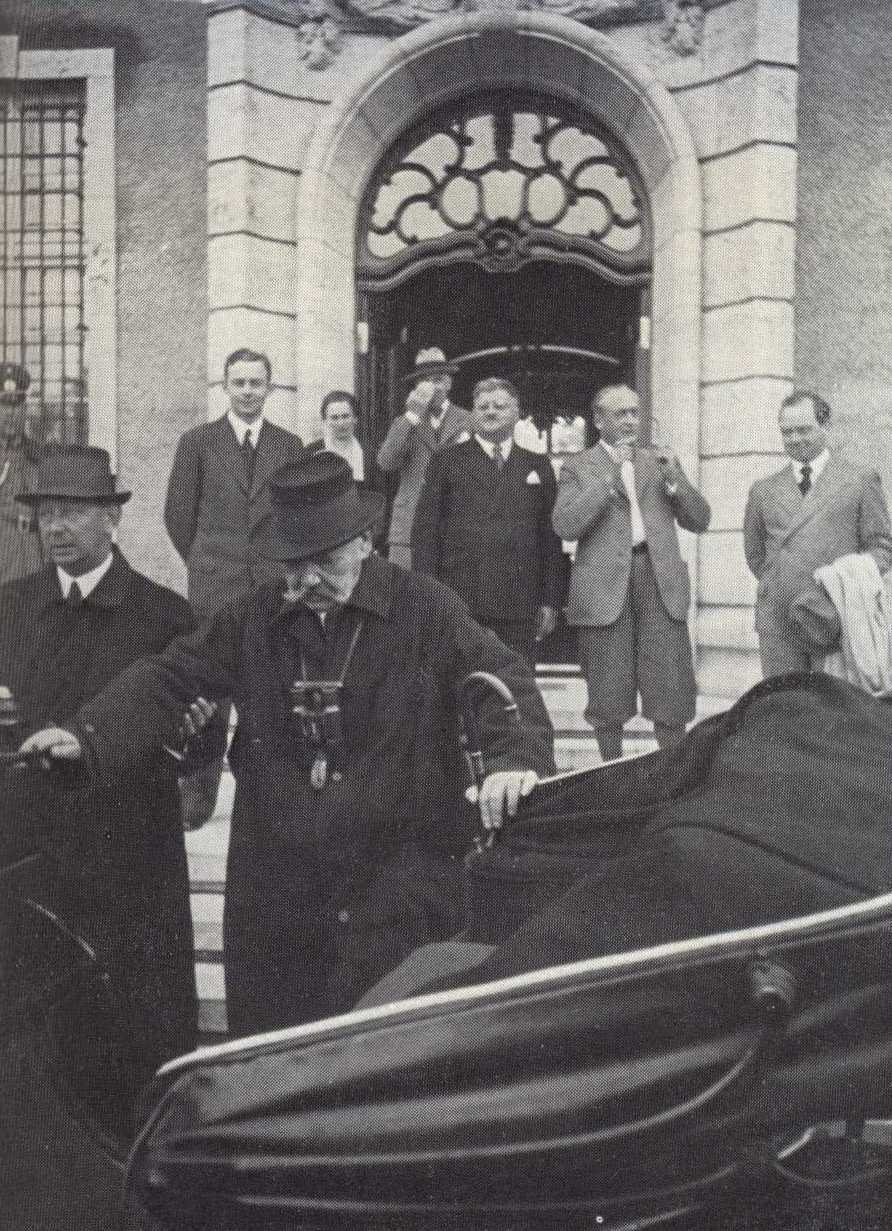
Oskar aide son père à monter dans la voiture qui l'emmène à partir de l'hôtel particulier de Neudeck sur le perron duquel on aperçoit la femme d'Oskar et divers hommes politiques[a]